# Wohnungsbaugesellschaft für das Rheinische Braunkohlenrevier
Die Wohnungsbaugesellschaft für das Rheinische Braunkohlenrevier, kurz auch WBG genannt, war eine Bauträger- und Verwaltungsgesellschaft in Form einer Gesellschaft mit beschränkter Haftung.

## Geschichte
Die WBG wurde am 19. März 1920 durch den Verein für die Interessen der Rheinischen Braunkohlen-Industrie e. V. (vertreten durch den Vorsitzenden Paul Silverberg) und den Arbeitgeberverband im rheinischen Braunkohlenrevier (vertreten durch den stellvertretenden Vorsitzenden Gustav Wegge) gegründet. Ihr Zweck war die „Herstellung von Wohnungen für Arbeiter und … Angestellte … der dem Verein … angeschlossene(n) Braunkohlenbergwerke“, und zwar „nach den Bestimmungen des Reichsarbeitsministers vom 21. Januar 1920 über die Gewährung von Beihilfen aus Reichsmitteln zur Errichtung von Bergmannswohnungen …“ Finanziert wurden das Bauprogramm für Bergmannswohnungen von 1920 durch eine reichsweite Abgabe auf den damals staatlich festgesetzten Kohlenpreis. Der Preis für eine Tonne Rohbraunkohle wurde dafür um 2 Mark, für eine Tonne Briketts um 6 Mark heraufgesetzt.
Mit dem Gesetz über die Bergmannssiedlungen vom 10. März 1930 wurde die WBG zur Treuhandstelle für das Bergmannssiedlungsvermögen im Rheinischen Braunkohlenrevier erklärt und durch Erlass des Reichsarbeitsministers vom 14. Januar 1933 als Organ der staatlichen Wohnungspolitik anerkannt.
1936 war die WBG eine von nur 8 reichsweiten Einrichtungen dieser Art. Als einzige trug sie nicht den Namen „Treuhandstelle“, da sie im Unterschied zu diesen nicht als Darlehensvermittler, sondern als Bauträger auftrat.
Ursprünglich war vorgesehen, die errichteten Ein- und Zweifamilienhäuser als „Erwerbshäuser“ an ihre Bewohner zu übergeben, dies geschah jedoch erst nach dem Zweiten Weltkrieg. Weil das Vermögen der WBG nach dem Krieg zunächst von den Alliierten beschlagnahmt war, gründeten die Braunkohlenwerke im Rheinischen Revier zusammen mit den Gewerkschaften am 26. Januar 1949 die Gemeinnützige Siedlungsgesellschaft für das rheinische Braunkohlenrevier (GSG). Erst am 26. Juni 1954 wurde das Vermögen der WBG wieder freigegeben. Die beiden Gesellschaften wurden zunächst als Arbeitsgemeinschaft und seit 1956 in Personalunion fortgeführt.
Nach dem Gesellschaftsvertrag in der Fassung vom 27. August 1999 war der Gesellschaft die Zweckbestimmung zugewiesen, das Bergmannssiedlungsvermögen nach Maßgabe des Bergmannssiedlungsgesetzes vom 10. März 1930 zu verwalten. Die WBG war die letzte Treuhandstelle für das Bergmannssiedlungsvermögen. Zwischen den damaligen Gesellschaftern (zu je 50 % RWE Power AG und die Vermögensverwaltungs- und Treuhandgesellschaft der damaligen IG Bergbau und Energie mbH) einerseits und der Bundesrepublik Deutschland andererseits gab es keine einheitliche Auffassung über die Rechts- und Eigentumsverhältnisse des Bergmannssiedlungsvermögens. Am 9. Februar 2017 schlossen die Gesellschafter und die WBG mit der Bundesrepublik Deutschland einen Vergleich zur Ablösung des Bergmannssiedlungsvermögens. Zeitgleich wurde ein Vertrag über den Verkauf der Mehrheit der Geschäftsanteile an der WBG an die Vivawest GmbH geschlossen. Voraussetzung für das Wirksamwerden dieser Verträge war die Aufhebung der Gesetze über Bergmannssiedlungen (BergMSdlgG) bis spätestens zum 30. September 2017. Da mit Wegfall der WBG als letzter Treuhandstelle der Regelungsbereich dieser Gesetze entfiel, wurden sie zum 25. Juli 2017 aufgehoben.

## Mitarbeiter
Einer der Gründungsdirektoren war der jüdische Architekt Richard Landsberg.

## Siedlungsbau
Anfang der 1920er Jahre errichtete die WBG 18 Werkssiedlungen für Mitarbeiter der Braunkohlenindustrie zwischen Köln und Aachen, in den heutigen Städten und Gemeinden Brühl, Erftstadt, Frechen, Hürth, Langerwehe und Bergheim. In Köln wurden zwei Siedlungen für Angestellte errichtet. Die Siedlungen schöpfen aus einem einheitlichen Typenbestand an Häusern.
Die Gesamtzahl an vor 1945 errichteten Ein- und Zweifamilienhäusern (Bergarbeiterheime) wurde 1970 mit 1190 angegebenen, die Gesamtzahl der Wohnungen mit 2067. Nach dem Zweiten Weltkrieg bis 1956 errichtete die WBG nochmals 4125 Wohnungen in 2330 Häusern.

## Siedlungen
Liste der zwischen 1921 und 1924 errichteten Siedlungen:
- Bedburg-Buchholz (abgebrochen)
- Bergheim-Fortuna (abgebrochen)
- Bergheim-Quadrath (Behringstraße)
- Brühl-Am Krausen Baum (Am Krausen Baum, Liblarer Straße)
- Brühl-Gabjei (Zur Gabjei, Liblarer Straße, Zum Rodderbruch, Zum Donnerbach,
- Erftstadt-Bliesheim (Frankenstraße, zw. Am Kreuz und Auf dem Hamm)
- Erftstadt-Köttingen (Annastraße, Hermann-Köster-Straße, Kirchplatz, Kirchstraße, Mittelstraße, Otto-Hue-Straße, Peter-May-Straße, Südstraße))
- Frechen-Habbelrath (abgebrochen)
- Frechen-Nord (Heinrichsstraße, Bartmannstraße, Friedenstraße)
- Hürth-Gleuel (Am Hofacker, An der Kirschenhecke, Barbarastraße, Bergmannstraße, Hermülheimer Straße, Schnellermaarstraße, Zieskovener Straße)
- Kerpen-Balkhausen (Heerstraße, Katterforststraße)
- Kerpen-Mödrath (abgebrochen)
- Köln-Braunsfeld (Maarweg, Pauliplatz)
- Köln-Riehl (Amsterdamer Straße, Xantener Straße, Mathias-Schleiden-Straße)
- Langerwehe (Martinstraße)

Die abgebrochenen Siedlungen mussten Tagebauen weichen.